# Dawuan Tengah
Dawuan Tengah is een bestuurslaag in het regentschap Karawang van de provincie West-Java, Indonesië. Dawuan Tengah telt 19.963 inwoners (volkstelling 2010).